# Andre Dubus
Andre Dubus född 11 augusti 1936 i Lake Charles, död 24 februari 1999 var en amerikansk författare.  
Han växte upp i Sydstaterna, var flera år vid flottan och har undervisat vid flera amerikanska universitet. Han invalidiserades vid en bilolycka 1986. Hans novell "Killings" (1979) låg till grund för den oscarsnominerade filmen In the Bedroom (2001) med bl.a. Sissy Spacek, Tom Wilkinson och Marisa Tomei i rollerna.